# 올림픽체조경기장
올림픽체조경기장 또는 KSPO DOME은 대한민국 서울특별시 올림픽공원에 있는 실내 스포츠 경기장이다. 총 좌석 수는 14,730개로 1988년 서울 올림픽을 위해 1984년 8월 31일부터 1986년 4월 30일까지 공사를 진행했다.
2015년 11월 28일에는 대한민국 최초의 UFC Fight Night 79 in Seoul이 개최되었다.
2016년에는 2016 리그 오브 레전드 챔피언스 코리아 스프링 스플릿의 결승전이 개최되었다.

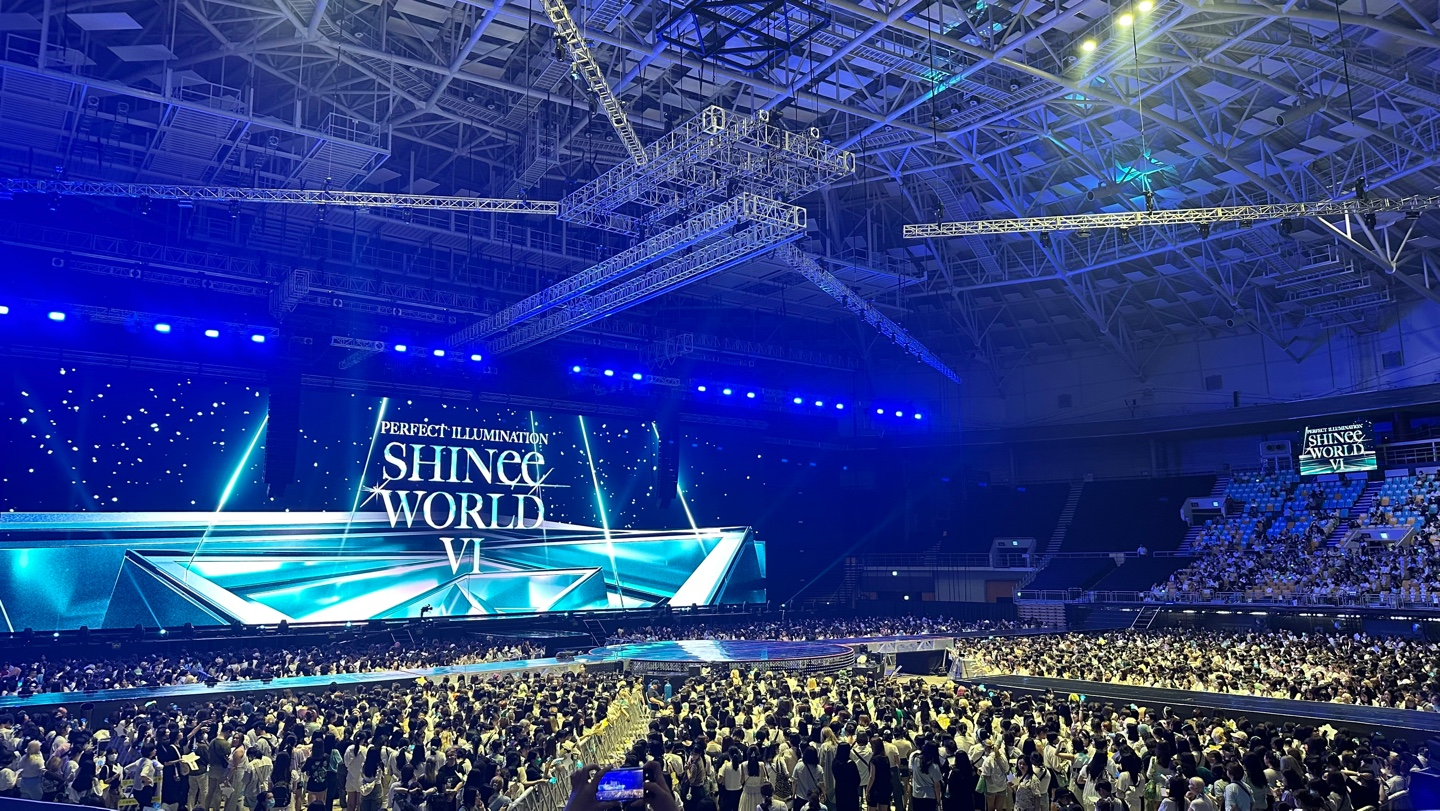
올림픽체조경기장에서의 샤이니 공연

대한민국을 비롯해 세계의 여러 음악가들이 공연장으로 이용하고 있기도 하다.

## 올림픽체조경기장에서 공연한 음악가 목록
| 외국 가수 체조경기장 첫 공연 연도를 표기하며, 빠른 순서로 나열됨 - 뉴 키즈 온 더 블록 (1992.02.17) - 본 조비 (1995) - 토토 (1996.04.14) - 데프 레퍼드 (1996.06.08) - 셀린 디온 (1997.02 / 2008.03) - 에릭 클랩튼 (1997.10 / 2007.01 / 2011.02) - 레이지 어게인스트 더 머신 （1999.08 / 2000.06） - 린킨 파크 (2003.10.29 / 2011.9.8) - 아무로 나미에 (2004.05.13 / 2004.05.14 / 2004.05.15) - 라르크 앙 시엘 (2005.09.03 / 2008.05.17) - 백스트리트 보이즈 (2006.01) - 크리스티나 아길레라 (2007.06) - 비욘세 놀스 (2007.11 / 2009.10) - 마룬 5 (2008.03) - 듀란 듀란 (2008.04) - 주다스 프리스트 (2008.09) - 빌리 조엘 (2008.11) - 플라시도 도밍고 (2009.1 / 2014.11) - 오아시스 (2009.04) - 뮤즈 (2010.01 / 2015.09) - 휘트니 휴스턴(2010.02.06 / 2010.02.07) - 밥 딜런 (2010.03) - KAT-TUN (2010.08.06 / 2010.08.07) - 테일러 스위프트 (2011.02) - 이글스 (2011.03) - X JAPAN (2011.10.28) - 뉴 오더 (2012.08.15) - 엘튼 존 (2012.11) - 스팅 (2012.12) - 저스틴 비버 (2013.10) - 마이클 볼턴 (2014.11) - 힐송 유나이티드 (2014.06) - 트로이 시반 (2019.04.27) - 체인스모커스 (2019.09.06) | K-Pop 가수(단독공연) - H.O.T. - 넥스트 - 젝스키스 - 유승준 - S.E.S. - 신화 - god - 핑클 - 동방신기 - SS501 - 슈퍼주니어 - 빅뱅 - 비 - 이문세 - 신승훈 - 김동률 - 김경호 - 이승기 - 샤이니 - 이승환 - 소녀시대 - 2PM - 비스트 - 카라 - 인피니트 - 인피니티 소드 - 투애니원 - 10cm - 버스커 버스커 - 싸이 - 성시경 - 휘성 - 박효신 - 브라운아이드소울 - 시아준수 - EXO - 지드래곤 - WINNER - 빅스 - iKON - 방탄소년단 - 비투비 - 세븐틴 - 아이유 - 블랙핑크 - 뉴이스트 - NCT127 - 트와이스 - GOT7 - 스트레이 키즈 - 레드벨벳 - sg워너비 - 투모로우바이투게더 - 태연 - 윤하 - IVE |

## 주해
1. ↑  첫 번째 내한 공연이며, 5월14일 공연은 SBS를 통해 방송되었다.
2. ↑  첫 번째 내한 공연은 30분만에 매진되었으며, 가장 최근의 내한 공연은 2012년 5월5일에 잠실실내체육관에서 진행되었다.
3. ↑  두 번째 내한 공연이며, 첫 내한 공연은 2004년에 서울올림픽주경기장에서 진행되었다.
4. ↑  세 번째 내한 공연이며, 두 번째 내한 공연은 2011년에 올림픽공원 벨로드롬에서 진행되었다.

## 같이 보기
- 1988년 서울 올림픽